# 李匡威
李匡威（？—893年），唐末范阳人，范阳节度使李全忠之子，李全忠去世後，李匡威继位为范阳节度使。後被其弟李匡籌驅逐。

## 簡介
匡威素称豪爽，缮甲练兵，有吞并四海之志。景福二年（893年），李匡威率兵援成德节度使王镕，出兵前在家宴上乘醉强奸了弟弟李匡籌的妻子张氏，李匡筹怀恨在心。李匡威帮王镕击退李克用后回师途中，李匡筹在藩內趁机发动兵变，自封为留后，李匡威被驱逐，只好投靠王镕。王镕待之如义父。
李匡威后来想發動兵變，夺取成德，劫持王镕，被王镕部卒杀死。王镕仍然以礼安葬。李匡筹于是以为兄报仇为由攻打成德军。
长子李仁宗，武州刺史，大顺元年（890年）九月在配合朝廷讨伐河东节度使李克用的战斗中被俘。次子李仁钊（879年—925年8月23日），留在成德军，后来历仕后梁、后唐，官终西都右厢马步使、银青光禄大夫、检校司空、守左武卫将军同正、兼御史大夫、柱国。